# Parrya turkestanica
Parrya turkestanica är en korsblommig växtart som först beskrevs av Sergei Ivanovitsch Korshinsky, och fick sitt nu gällande namn av Nikolaj Adolfovitj Busj. Parrya turkestanica ingår i släktet Parrya och familjen korsblommiga växter. Inga underarter finns listade i Catalogue of Life.